# Yuto Maeda
Yuto Maeda (前田 悠斗 Maeda Yuto?), född 22 november 1994 i Hyōgo prefektur, är en japansk fotbollsspelare.
Maeda började sin karriär 2017 i AC Nagano Parceiro.